# Fehlingovo činidlo

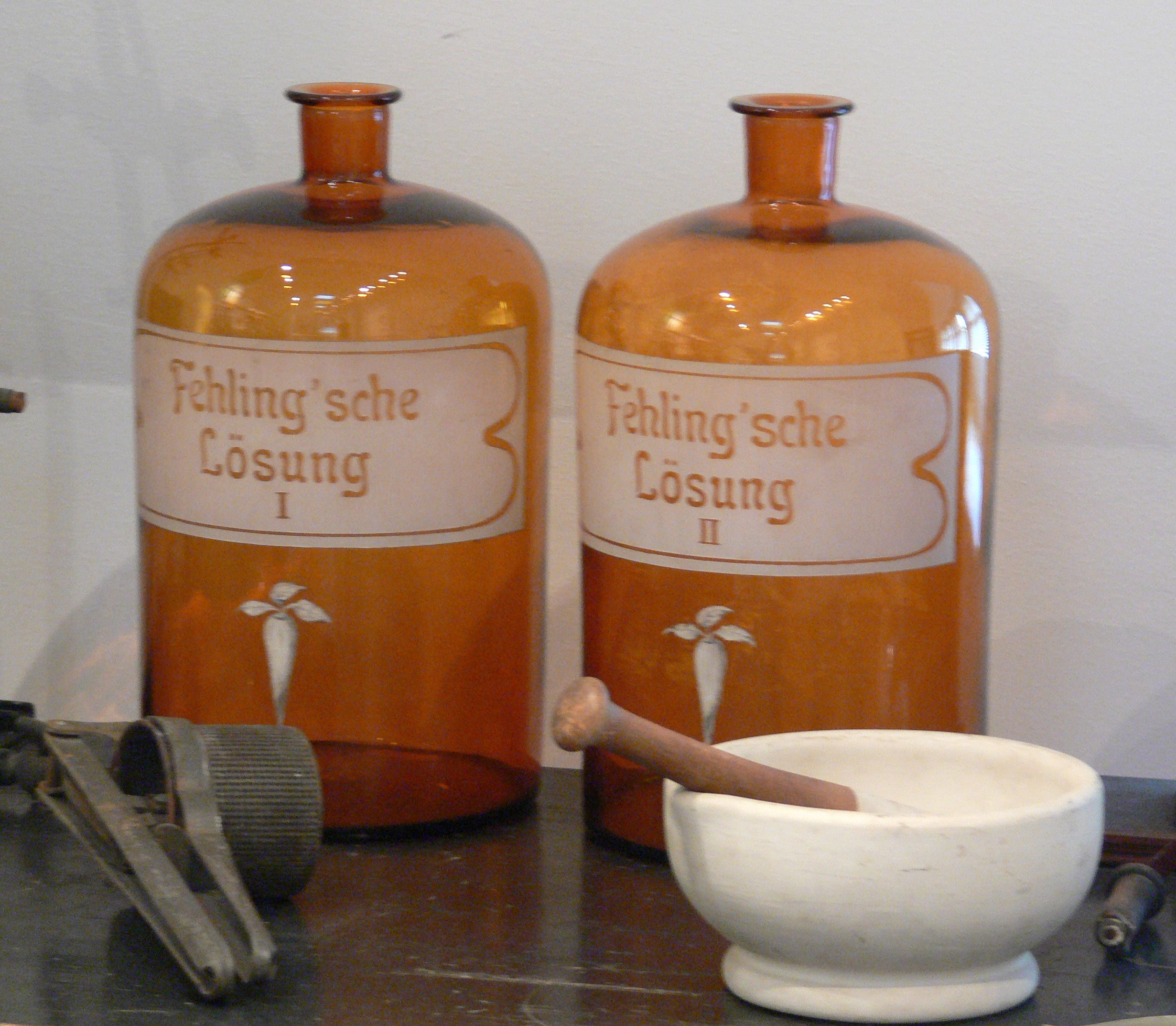
Fehlingovo činidlo A a B (zde I a II)

Fehlingovo činidlo je roztok používaný k rozlišení sloučenin obsahujících aldehydické a ketonické funkční skupiny. Používá se jako test redukujících a neredukujících cukrů. Doplňuje se Tollensovým nebo Benedictovým testem.

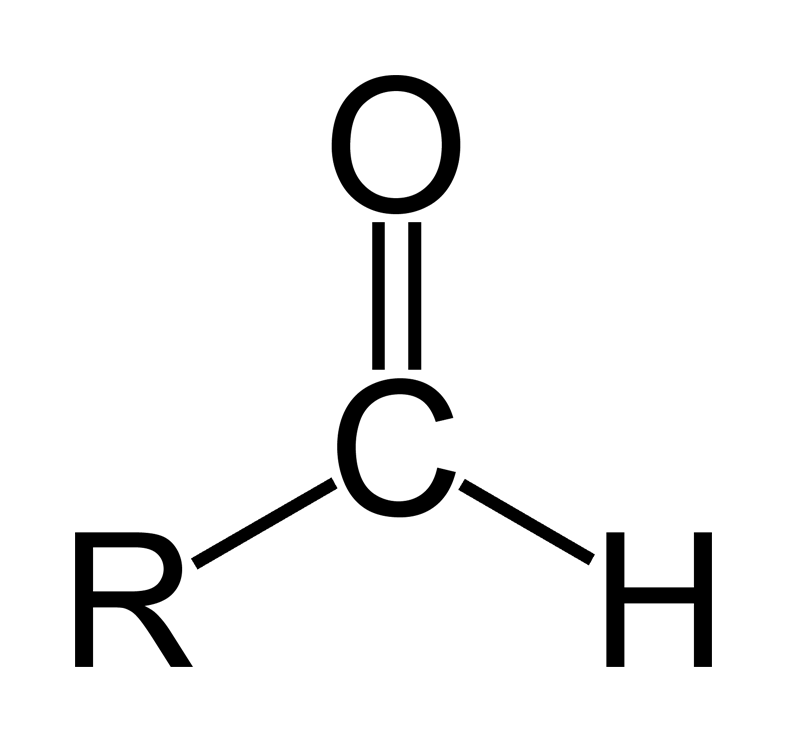
Aldehyd

Keton

Fehlingovo činidlo bylo objeveno Hermannem Fehlingem v roce 1848. Umožnilo kvantitativní stanovení cukru v moči titrací. Tím cukrem je glukóza (krevní cukr) C6H12O6, která je jedním z monosacharidů ze skupiny aldohexóz. Fehlingovo činidlo tak dokazuje redukční vlastnosti glukózy, všeobecně přítomnost redukujících sacharidů ve vzorku. To bylo velmi důležité pro diagnózu diabetu. Dříve bylo možné dokázat přítomnost cukru pouze kvalitativně jednoduchým testováním chuti nebo fermentací, později také kvantitativně polarimetrií.

## Laboratorní příprava
Fehlingovo činidlo se připravuje vždy těsně před použitím kombinací ze dvou roztoků A a B. Tyto dva roztoky jsou samostatně stabilní, ale po smíchání reagují. Aktivní činidlo Fehlingova roztoku je měďnatý kationt Cu2+, který slouží jako oxidační činidlo.
- Fehlingovo činidlo A (tmavě modrý roztok) – 69,28 gramů modré skalice (síran měďnatý) v 1 litru destilované vody
- Fehlingovo činidlo B (čirý roztok) – 346 gramů Rochellovy soli (vinanu sodno-draselného) a 120 gramů hydroxidu sodného v 1 litru destilované vody (Fehlingovo činidlo B).

## Provedení testu
Testovaná sloučenina se přidá do Fehlingova roztoku a směs se zahřeje. Ketony nereagují. Aldehydy jsou oxidovány a z reakční směsi se vysráží červený oxid měďný Cu2O, což je pozitivní výsledek na jejich přítomnost. Fehlingův test tak může být použit jako obecný test na přítomnost monosacharidů a dalších redukujících cukrů (například maltózy).

## Reakce činidla

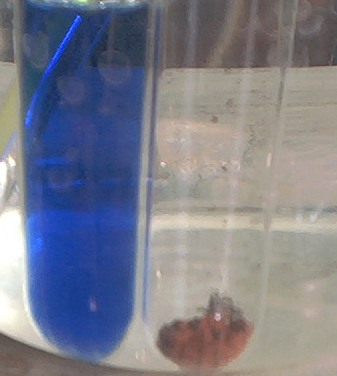
Vlevo negativní a vpravo pozitivní výsledek testu.

Fehlingovo činidlo lze použít k rozlišení aldehydových a ketonových funkčních skupin:
- Ketony nereagují.
- Aldehydy takto (komplexně a v zásaditém prostředí) vázané kovy redukují na barevné produkty. Z roztoku modré skalice vznikne po zahřátí červená sraženina oxid měďný (Cu2O) nebo až kovová měď.

Reakcí mezi aldehydem RCHO a měděnými ionty Cu2+ v zásaditém prostředí OH− vzniká karboxylová kyselina RCOO− a oxid měďný Cu2O. Zjednodušená iontová reakce:
RCHO + 2 Cu2+ + 5 OH− → RCOO− + Cu2O + 3 H2O
Nebo iontová rovnice s vinanem sodno-draselným KNaC4H4O6:
RCHO + 2 Cu(C4H4O6)22− + 5 OH− → RCOO− + Cu2O + 4 C4H4O62− + 3 H2O